# Beat of My Heart
«Beat of My Heart» — другий сингл альбому-збірника американської поп-співачки Гіларі Дафф — «Most Wanted». В США сингл вийшов 11 грудня 2005. Пісня написана Гіларі Дафф та колективом Dead Executives: командою музичного запису, яка складається із Джейсона Епперсона, Джоеля та Бенджі Медденів; спродюсована Dead Executives. Пізніше пісня увійшла до збірника Дафф «4Ever» (2006) та до японського і європейського видання збірника хітів «Best of Hilary Duff» (2008). Музичне відео зрежисоване Філом Хардером; прем'єра відеокліпу відбулась 9 листопада 2005.
Разом із піснею «Wake Up», композиція «Beat of My Heart» була створена із наміром різко виділитися від попередніх робіт Дафф, додаючи "повністю інший звук". У Сполучених Штатах пісня«Beat of My Heart», на відміну від «Wake Up», не потрапила ані до чарту Billboard Hot 100, ані до Pop 100. В австралійському чарті пісня посіла 13 місце; у Швейцарії пісня досягла 82 місце національного чарту. Згодом з'ясувалось, що натхненням для спецефектів у музичному відео послугувало дитяча захопленість Дафф Джеймсом Бондом.

## Музичне відео
Музичне відео зрежисоване Філом Хардером. Зйомки проходили на тижні від 26 вересня 2005 у Лос-Анджелесі. З 2 листопада 2005 музичне відео можна було придбати в магазинах iTunes Store. Прем'єра відеокліпу відбулась 9 листопада 2005 в телепрограмі каналу MTV Total Request Live. Протягом січня 2006 відеокліп транслювали по каналу Disney Channel.
9 листопада музичне відео зайняло 3 місце чарту каналу TRL Top Ten Countdown. 14 листопада відеокліп досягнув 1 місця чарту і протримався там наступні 20 днів.

## Список пісень
CD-сингл для Європи
1. «Beat of My Heart» (album version) — 3:11
2. «Fly» (remix) — 3:29

CD-сингл для Австралії
1. «Beat of My Heart» (album version) — 3:11
2. «Wake Up» (DJ Kaya dance remix)

CD-сингл для Іспанії
1. «Beat of My Heart» (album version) — 3:11
2. «Beat of My Heart» (Sugarcookie remix) — 3:00
3. «Fly» (remix) — 3:29

Цифрове завантаження
1. «Beat of My Heart» — 3:10

## Чарти
Тижневі чарти
| Чарт (2006)                             | Місце |
| --------------------------------------- | ----- |
| Argentina Top 40                        | 32    |
| Australian Singles Chart                | 13    |
| Italian Singles Chart                   | 8     |
| Costa Rica (Top 40 Singles)             | 2     |
| Netherlands Dutch Top 40                | 16    |
| Mexico Top 100 Singles (Monitor Latino) | 11    |
| Spanish Singles Chart                   | 17    |
| Swiss Singles Chart                     | 89    |

Річні чарти
| Чарт (2006)                | Місце |
| -------------------------- | ----- |
| Australian Singles Chart   | 90    |
| Australia Physical Singles | 74    |

## Історія релізів
| Країна    | Дата            | Формат               | Лейбл             |
| --------- | --------------- | -------------------- | ----------------- |
| Австралія | 11 грудня 2005  | CD-сингл             | Festival Mushroom |
| Австрія   | 6 березня 2006  | Цифрове завантаження | Angel             |
| Франція   | 6 березня 2006  | Цифрове завантаження | Angel             |
| Німеччина | 6 березня 2006  | Цифрове завантаження | Angel             |
| Італія    | 6 березня 2006  | Цифрове завантаження | Angel             |
| Норвегія  | 6 березня 2006  | Цифрове завантаження | Angel             |
| Італія    | 8 березня 2006  | CD-сингл             | Virgin            |
| Німеччина | 31 березня 2006 | CD-сингл             | Angel             |